# Douglas Cloudster II
Douglas Cloudster II – prototyp lekkiego, luksusowego samolotu pasażerskiego zaprojektowany w zakładach Douglasa.  Był to ostatni samolot tej firmy zaprojektowany z myślą o przeznaczeniu na rynek prywatny.  Cloudster II miał nietypową konfigurację ze śmigłem pchającym; jego nazwa nawiązywała do pierwszego samolotu zaprojektowanego z zakładach Douglasa (wówczas jeszcze Davis-Douglas Company). Samolot nie wszedł do produkcji z powodu nierozwiązanych problemów technicznych i wysokich kosztów produkcji.

## Tło historyczne
Koncepcja użycia śmigła pchającego była brana pod uwagę w zakładach Douglasa już w 1939, kiedy Edward F. Burton zaproponował taki układ napędowy dla projektowanego wówczas myśliwca dla USAAF, który jednak nie wyszedł poza pierwszą fazę studium projektowego. Do takiego rozwiązania powrócono przy projektowaniu szybkiego bombowca Douglas XB-42 Mixmaster, napędzanego dwoma pchającymi śmigłami przeciwbieżnymi umieszczonymi z tyłu kadłuba. Każde ze śmigieł podłączone było do osobnego silnika; oba silniki umieszczone były w kadłubie samolotu. Takie rozwiązanie, w porównaniu z klasycznym układem z silnikami w skrzydłach, zmniejszało opory aerodynamiczne o około 30%, a także ułatwiało pilotaż, dając dwusilnikowej konstrukcji charakterystykę samolotu jednosilnikowego. Do koncepcji układu pchającego powrócono w 1945 przy projekcie samolotu sportowego.

## Opis konstrukcji
Cloudster II był dolnopłatem ze skrzydłem laminarnym, z wciąganym w locie podwoziem trójkołowym z kołem przednim. Bardzo szeroki rozstaw głównych kół podwozia wynoszący 15 stóp (5,5 m) dawał mu bardzo dobrą stabilność przy starcie i lądowaniu.
Napęd stanowiły dwa, chłodzone powietrzem, sześciocylindrowe silniki Continental E-250 o mocy 250 KM każdy umieszczone za kabiną. Silniki napędzały dwułopatowe śmigło o średnicy 8 stóp (2,4 m), za pośrednictwem trzyczęściowego wału z myśliwca Bell P-39 Airacobra. Powietrze potrzebne do chłodzenia silników wciągane było przez dwa duże wloty powietrza po obydwu stronach kadłuba.
Kabina samolotu mieściła do pięciu osób – z przodu znajdowały się dwa osobne fotele dla pilota i drugiego pilota lub pasażera, z tyłu umieszczono ławkę dla trzech osób. Dostęp do kabiny zapewniały drzwi typu samochodowego umieszczone po lewej stronie samolotu.
Cloudster II mierzył 35 stóp i 4,5 cala długości (10,78 m), 39 stóp i 9⅜ cala rozpiętości (12,13 m) oraz 12 stóp (3,66 m) wysokości. Masa własna samolotu wynosiła 3200 funtów (1451 kg), a masa startowa – 5085 funtów (2307 kg). Prędkość maksymalna na wysokości 1200 stóp (365) wynosiła 229 mil na godzinę (369 km/h), a prędkość przelotowa – 200 mil na godzinę (332 km/h). Szybkość wznoszenia wynosiła 1500 stóp/minutę (457 metrów/minutę), pułap maksymalny 22 000 stóp (6765 m). Normalny zasięg samolotu wynosił 950 mil (1530 km), a zasięg maksymalny – 1175 mil (1890 km).

## Historia
Prace projektowe nad samolotem pod kierownictwem Charlesa S. Glascowa rozpoczęto w maju 1945. Nowa konstrukcja otrzymała początkowo oznaczeniu Model 1015, a w późniejszym czasie także nazwę Cloudster II. Prototyp samolotu (fabryczny numer seryjny 43113, rejestracja lotnicza NX8000H) został oblatany 12 marca 1947. Za sterami Cloudstera zasiadał doświadczony oblatywacz Douglasa Bob Brush.
Samolot wykazywał dobre właściwości pilotażowe i osiągi, ale cierpiał na poważne wibracje powodowane przez długi wał korbowy; przegrzewały się także silniki, podczas pracy na ziemi. Żaden z tych problemów nie został rozwiązany przez kilka następnych miesięcy i ostatecznie pod koniec 1947 zdecydowano się zakończyć cały projekt, po odbyciu zaledwie dwóch lotów. Na tę decyzję wpłynęła także niepewna przyszłość rynku luksusowych, prywatnych samolotów, w obliczu pogarszającej się sytuacji gospodarczej, oraz wzrost szacowanej ceny samolotu. Oceniana pierwotnie 30 tysięcy dolarów cena uległa bowiem zwiększeniu do ok. 68 tysięcy.
Po zakończeniu programu, egzemplarz prototypowy był przez wiele lat składowany w hangarze, po czym został przekazany lokalnej drużynie skautów jako pomoc dydaktyczna.
Cloudster II był ostatnim samolotem przeznaczonym na rynek prywatny zaprojektowanym w zakładach Douglasa.